# Дуба (Сливно)
Дуба је насељено место у саставу општине Сливно, Дубровачко-неретванска жупанија, Република Хрватска.

## Историја
До територијалне реорганизације у Хрватској налазила се у саставу старе општине Метковић. Као самостално насељено место, Дуба постоји од пописа 2001. године. Настало је поделом бившег насеља Оток-Дуба.

## Становништво
На попису становништва 2011. године, Дуба је имала 4 становника. За национални састав 1991. године, погледати под Оток-Дуба.
| Број становника по пописима | Број становника по пописима | Број становника по пописима | Број становника по пописима | Број становника по пописима | Број становника по пописима | Број становника по пописима | Број становника по пописима | Број становника по пописима | Број становника по пописима | Број становника по пописима | Број становника по пописима | Број становника по пописима | Број становника по пописима | Број становника по пописима | Број становника по пописима |
| --------------------------- | --------------------------- | --------------------------- | --------------------------- | --------------------------- | --------------------------- | --------------------------- | --------------------------- | --------------------------- | --------------------------- | --------------------------- | --------------------------- | --------------------------- | --------------------------- | --------------------------- | --------------------------- |
| 1857                        | 1869                        | 1880                        | 1890                        | 1900                        | 1910                        | 1921                        | 1931                        | 1948                        | 1953                        | 1961                        | 1971                        | 1981                        | 1991                        | 2001                        | 2011                        |
| 0                           | 0                           | 36                          | 34                          | 44                          | 62                          | 0                           | 0                           | 9                           | 26                          | 8                           | 0                           | 88                          | 6                           | 9                           | 4                           |

Напомена: У 2001. настало дељењем насеља Оток-Дуба. У 1981. исказивано је насеље под именом Оток настало издвајањем дела насеља Михаљ и дела насеља Трн, а у 1991. исказивано је под именом Оток-Дуба. За то бивше насеље садржи податке за 1981. и део података за 1991. У 1857, 1869, 1921. и 1931. подаци су садржани у насељу Сливно Равно. У 1971. без становника.